# Lorenzo Barziza
Lorenzo Barziza (1829 – Castiglione delle Stiviere, 1907) è stato un presbitero e educatore italiano.

## Biografia

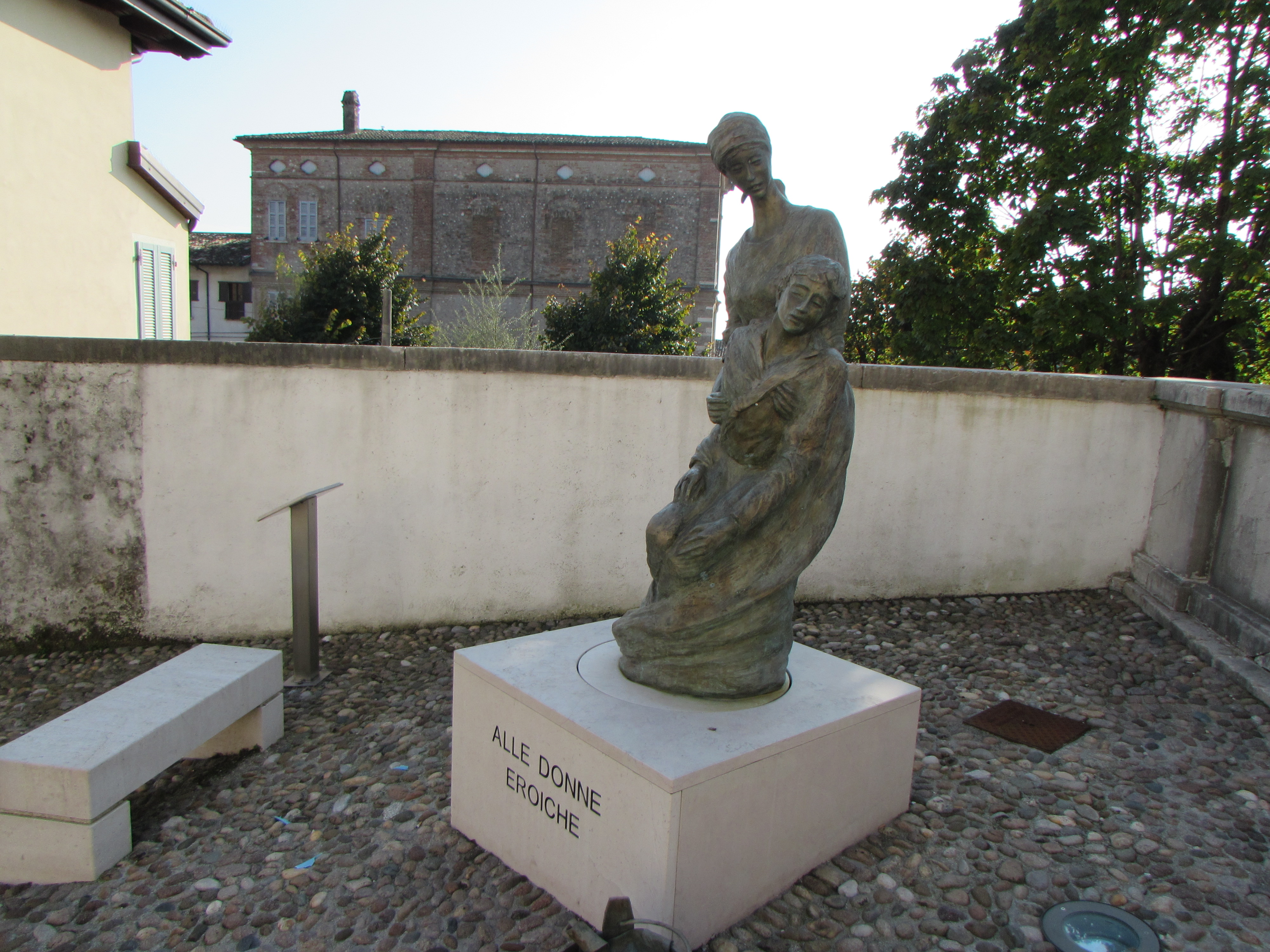
Castiglione delle Stiviere, monumento alle donne eroiche che soccorsero i feriti della battaglia di Solferino.

Docente al seminario di Mantova e confessore nel collegio delle Vergini di Gesù, dopo la sanguinosa battaglia di Solferino del 24 giugno 1859 coordinò le opere di soccorso ai feriti, aiutato dalla popolazione e soprattutto dalle donne, trasformando a Castiglione delle Stiviere chiese, monumenti e case private in ospedali temporanei. In città ne furono allestiti ben dodici provvisti di assistenza medica ed infermieristica, di cui il principale nel duomo. Emulo per organizzazione a don Enrico Tazzoli, per la sua opera, può essere inserito alle radici della Croce Rossa, fondata da Henry Dunant, presente a Castiglione dopo la battaglia.
Nel 1861 venne nominato dal vescovo di Mantova rettore del santuario basilica di San Luigi Gonzaga.. È sepolto nel cimitero di Castiglione delle Stiviere.